# Kingsley Amis
Kingsley Amis, właśc. sir Kingsley William Amis (ur. 16 kwietnia 1922 w Londynie, zm. 22 października 1995 tamże) – brytyjski pisarz, poeta, krytyk literacki i wydawca fantastyki oraz nauczyciel akademicki.

## Życiorys
Studiował na Uniwersytecie Oksfordzkim. W czasie II wojny światowej służył w British Army. Po wojnie ukończył studia i został wykładowcą akademickim, równocześnie prowadził ożywioną działalność literacką, tworzył poezję, eseistykę oraz publicystykę. W 1955 został laureatem Somerset Maugham Award za napisaną rok wcześniej powieść Jim szczęściarz (Lucky Jim), a w 1986 zdobył Nagrodę Bookera za książkę Stare diabły (The Old Devils). Amis, jak rzadko który twórca głównego nurtu, interesował się literaturą science fiction. Był autorem analiz, kompletował antologie, a także sam napisał kilka utworów o tematyce fantastycznej (m.in. Alteracja, Zielony człowiek).
Od 1990 nosił tytuł szlachecki. Jako młody człowiek był członkiem partii komunistycznej, jednak po wydarzeniach węgierskich 1956 radykalnie zmienił poglądy.
Jego syn, Martin Amis, również był pisarzem.

## Poglądy na temat fantastyki naukowej
Uważał, że fantastyka naukowa to klasa narracji prozatorskiej, która przedstawia sytuacje, które nie mogłyby zdarzyć się w świecie, który znamy. Jednocześnie są one hipotetycznie postulowane na podstawie jakiegoś odkrycia naukowego, technicznego, pseudonaukowego lub pseudotechnicznego, pochodzenia ziemskiego, lub pozaziemskiego. Uznawał, że w określeniu „science-fiction”, to część „fiction” prowadzi do problemów ze zdefiniowaniem gatunku. Zauważył, że wiele dzieł jedynie marginalnie wspomina o istniejących teoriach i technikach.
Uważał, że gatunek ten różni się od fantasy tym, że fantasy drwi sobie z faktów, tam, gdzie fantastyka naukowa jest im w miarę możliwości wierna. Według niego science-fiction przedstawia z prawdopodobieństwem ludzkie skutki spektakularnych zmian w otoczeniu, wprowadzonych celowo, bądź losowych. Zwracał też uwagę na to, że bohater w takich powieściach musi opierać się na znanych schematach, ponieważ zajmuje się nie zawiłościami osobowości, ale ogólną kondycją ludzkiego gatunku.

## Twórczość
- Bright November (1947)
- Lucky Jim (1953) – wyd. pol. Jim szczęściarz, PIW 1958, tłum. Bronisława Jackiewicz
- That Uncertain Feeling (1955) – wyd. pol. Te omylne uczucia, Rebis 2003, tłum. Ewelina Jagła
- A Case of Samples. Poems 1946–1956 (1956)
- I Like it Here (1958)
- Take a Girl Like You (1960) – wyd. pol. Dziewczyna taka jak ty, Rebis 1999, tłum. Przemysław Znaniecki
- New Maps of Hell (1961)
- The Evans County (1962)
- One Fat Englishman (1963) – wyd. pol. Gruby Anglik, Rebis 1995, tłum. Marta Strzałko
- The James Bond Dossier (1965)
- The Anti-Death League (1966) – wyd. pol. Liga walki ze śmiercią, Rebis 1993, tłum. Przemysław Znaniecki
- A Look Round the Estate (1967)
- I Want It Now (1968)
- The Green Man (1969) – wyd. pol. Zielony człowiek, Rebis 2000, tłum. Przemysław Znaniecki
- What Became of Jane Austen? and Other Questions (1970)
- Girl, 20 (1971)
- The Riverside Villas Murder (1973) – wyd. pol. Morderstwo w Riverside Villas, Rebis 1996, tłum. Jan Pyka
- Ending Up (1974)
- The Alteration (1976) – wyd. pol. Alteracja, Rebis 1994, tłum. Przemysław Znaniecki
- Jake's Thing (1978)
- The New Oxford Book of Light Verse (1978)
- Russian Hide-and-Seek (1980)
- Stanley and the Women (1984) – wyd. pol. Stanley i kobiety, Amber 1995, tłum. Wacław Niepokólczycki
- The Old Devils (1986) – wyd. pol. Stare diabły, Rebis 1996, tłum. Barbara Odymała
- Difficulties With Girls (1988)
- The Folks That Live on the Hill (1990)
- Memoirs (1990)
- The Russian Girl (1992) – wyd. pol. Rosjaneczka, Rebis 1995, tłum. Barbara Odymała
- Mr Barrett's Secret, and Other Stories (1993)
- You Can't Do Both (1994) – wyd. pol. Albo-albo, Amber 1996, tłum. Jan Rybicki
- The Biographer's Moustache (1995)

### Jako Robert Markham
- Colonel Sun (1968) – powieść o Jamesie Bondzie, wyd. pol. Pułkownik Sun, Rebis 1996, tłum. Bożena Jóźwiak